# Relaciones Camboya-Guatemala
Las relaciones Guatemala-Camboya son las relaciones internacionales entre Camboya y Guatemala. Los dos países establecieron relaciones diplomáticas el 26 de febrero de 1996.

## Relaciones diplomáticas
Guatemala y Camboya entablaron relaciones diplomáticas el 26 de febrero de 1996. Anteriormente, ambos países mantienen embajadores concurrentes, posteriormente Camboya nombró a la Embajada de Camboya en Nueva York como concurrente para Guatemala, también Guatemala nombró a la Embajada de Guatemala en Corea como concurrente para Camboya.